# Stiriodes demo
Stiriodes demo là một loài bướm đêm trong họ Noctuidae.